# Francisco de Joyeuse
Francisco de Joyeuse (24 de Junho de 1562 - 23 de Agosto de 1615) foi um cardeal e político francês.

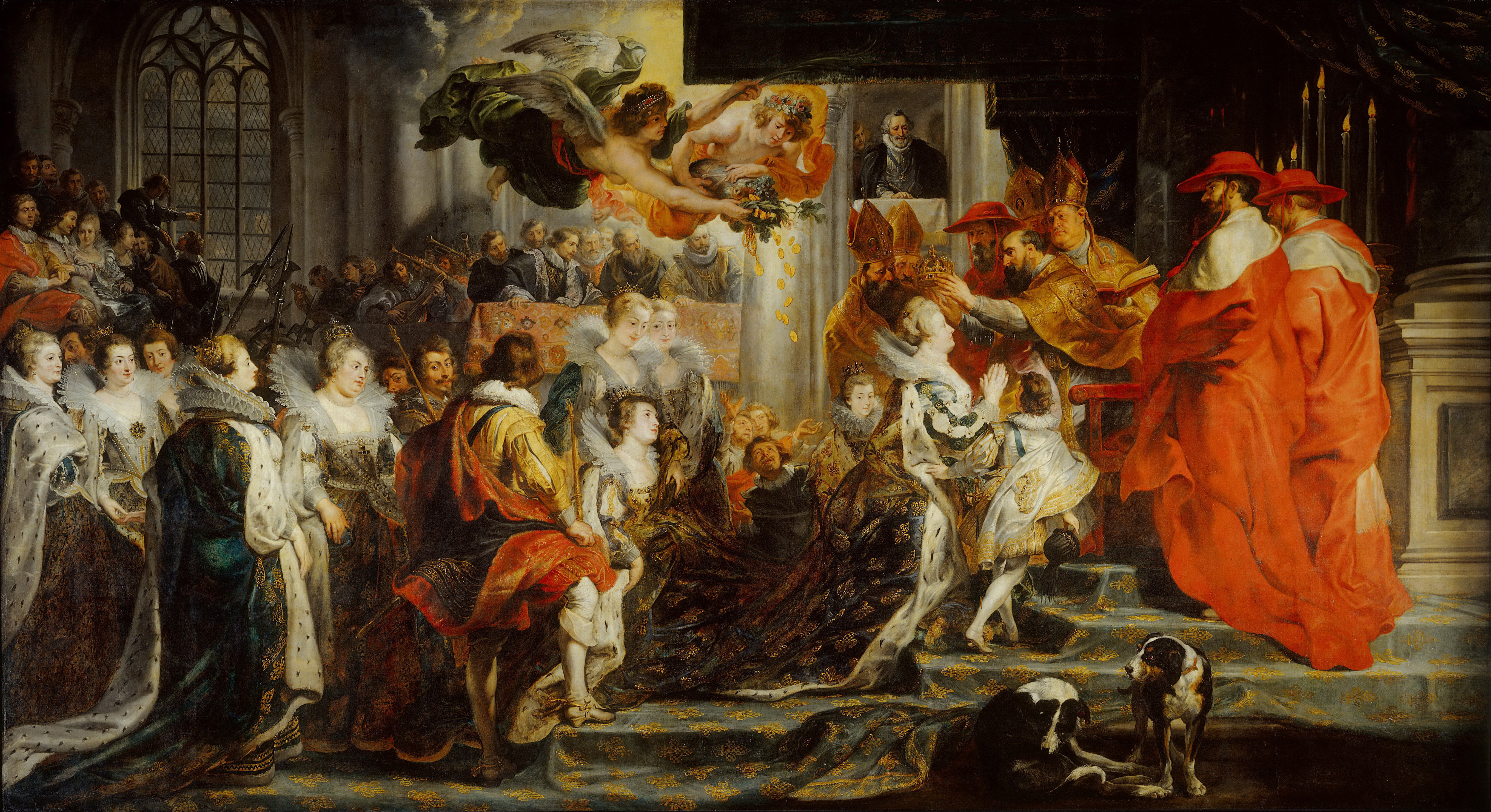
O Cardeal de Joyeuse sagra Maria de Médicis em 1610, por Peter Paul Rubens.

## Biografia
É o segundo filho (depois de Anne de Joyeuse), de Guilherme de Joyeuse et de Marie de Batarnay.
Sendo o caçula, é destinado à carreira eclesiástica. Graças à influência de seu irmão Anne, Mignon do Rei Henrique III de França, obtém o barrete de cardeal em 23 de Janeiro de 1584, com a idade de 22 anos.
Francisco de Joyeuse é nomeado « Protetor dos Negócios da França na Corte de Roma » em 16 de Fevereiro de 1587 ; sob este título, representa não só os interesses dos súditos franceses estabelecidos em Roma, mas também os interesses do Rei de França junto ao Papa Sixto V.
Após a morte de Henrique III, o Cardeal de Joyeuse volta a Toulouse e participa de ações da Liga Católica.
Mesmo assim, a partir de 1593 prefere aliar-se a Henrique IV e, novamente em Roma, obtém a absolvição do rei pelo Papa Clemente VIII, em 17 de Setembro de 1595.
Francisco de Joyeuse negocia também a anulação do casamento de Henrique IV com Margarida de Valois, irmã de seu predecessor, Henrique III, em 17 de Dezembro de 1599.
Em 1607, serve de mediador entre a Santa Sé e a República de Veneza que vai originar a revogação do embargo que o Papa Paulo V havia lançado contra a Sereníssima.
Em 13 de Maio de 1610, sagra Maria de Médicis em Saint-Denis.
No entanto, após o assassinato de Henrique IV, o cardeal perde sua influência sob a regência de Maria de Médici.
Estava a caminho de Roma quando morre em Avinhão, em 23 de Agosto de 1615, aos 53 anos.

## Lista de seus benefícios eclesiásticos
- Arcebispo de : Narbona (a partir de 1581); Toulouse (a partir de 1584) ; Ruão (a partir de 1604).
- Abade de : Marmoutier (a partir de 1584); Saint-Florent d'Angers (a partir de 1587); Mont-Saint-Michel (a partir de 1588); Fécamp (a partir de 1589) ; La Daurade (a partir de 1591); Eaunes (a partir de 1591); La Grasse (a partir de 1593); Bolbone (a partir de 1597, trocada pela Abadia de La Daurade); Saint-Sernin (a partir de 1597); Saint-Géraud d'Aurillac (a partir de 1603); Grandselve (a partir de 1612); Saint-Martin de Pontoise (a partir de 1612); Juilly (a partir de 1613); Saint-Martin de Cauchenne (a partir de 1614).
- Abade comandatário de Notre-Dame-de-Chambons.
- Prior de Auzat, Naussac, Ruoms, Saint-Cirgues, Montbazens.
- Cardeal em 1584.
- Deão do Colégio dos Cardeais em 1611.
- Igrejas e Bispados atribuídos a Francisco de Joyeuse enquanto cardeal : Saint-Sylvestre (1585-1587) ; Trinité-des-Monts (1587-1594) ; Saint-Pierre-aux-liens (1594-1604); Sainte-Sabine (1604-1611); Ostia (1615, como deão dos cardeais).

## Lista sucinta de seu patrimônio familiar
- Duque de Joyeuse
- Barão de Arques, Couiza, Puivert (baroneria vendida em 1610), Chalabre, Laudun, Descours, Rochemaure.
- Senhor de Linières, Secourrieu, Lésignan, Lafitte.
- Por arbitragem, o Condado de Batarnay retirado em 1602 da posse de Francisca de Batarnay, dama de Montrésor e tia materna do Cardeal de Joyeuse.